# Linia kolejowa nr 970
Linia kolejowa nr 970 – jednotorowa, niezelektryfikowana linia kolejowa znaczenia miejscowego, łącząca posterunek odgałęźny Mietków z bocznicą szlakową Mietków WKSM.
Z powodu budowy Jeziora Mietkowskiego, dokonano korekty przebiegu linii kolejowej Wrocław Świebodzki – Zgorzelec, a w jej dawnym śladzie wytyczono linię kolejową nr 970. Obecnie linia jest wykorzystywana do eksploatacji bocznicy Majkoltrans oraz do wywozu kruszywa z pobliskiej kopalni.